# Fitzwilly
Fitzwilly este un film de Crăciun american din 1967 regizat de Delbert Mann. În rolurile principale joacă actorii Dick Van Dyke și Barbara Feldon.

## Distribuție
- Dick Van Dyke - Claude „Fitzwilly” Fitzwilliam
- Barbara Feldon (in her first movie role) - Juliet Nowell
- John McGiver - Albert
- Edith Evans - Miss Victoria Woodworth
- Harry Townes - Mr. Nowell
- John Fiedler - Mr. Morton Dunne
- Anne Seymour - Grimsby
- Cecil Kellaway - Buckmaster
- Sam Waterston - Oliver